# Emili Valdés Perlasia
Emili Valdés Perlasia fou un compositor, professor i director valencià (Castalla, Alcoià, 1912-1998).
Cursà estudis de piano, harmonia i composició al Conservatori de València amb Manel Palau i de Magisteri a València fins al 1930. Va formar part del Grup dels Joves (1934) un grup de joves compositors valencians del qual formaven part V. Garcés, V. Asencio, L. Sánchez i R. Olmos. El 1933 fou mestre i el 1935 fou destinat a Montbrió de la Marca, a la Conca de Barberà i a Castalla a partir de 1940 fins que es jubilà.
El 1941 va cursar estudis de musicologia a París i a Viena. Mestre nacional i director de cors, el 1951 fundà l'escolania de Nuestra señora del Remedio de la catedral d'Alacant.
El seu estil mescla referències del folklore valencià i una ferma construcció formal neoclàssica amb influències de J. S. Bach.
En la seva obra com a compositor, guardonada amb distincions internacionals, destaquen obres corals, profanes i religioses, lieds i, obres orquestrals estrenades amb èxit per l'Orquestra Simfónica de València amb J. M. Izquierdo i la Coral Polifónica dirigida per A. Alamán.

## Obres

### Orquestra i Cor
- Tríptic cançons de batre (1933)
- Preludi
- Nocturno (1934)
- Hojas de álbum (1936-1939)

### Banda
- Fiestas den la villa (1954)
- Tríptico (1977)

### Lied
- Pinceladas (serie)

### Cor
- Populus meum (1929)